# Belval-sous-Châtillon
 Belval-sous-Châtillon  es una población y comuna francesa, en la región de Champaña-Ardenas, departamento de Marne, en el distrito de Reims y cantón de Châtillon-sur-Marne.

## Demografía
| 134 | 136 | 122 | 134 | 149 | 157 |
| Para los censos de 1962 a 1999 la población legal corresponde a la población sin duplicidades (Fuente: INSEE [Consultar]) |     |     |     |     |     |